# Stavroula Samara
Stavroula Samara (griechisch Σταυρούλα Σαμαρά, * 8. Juli 1994 in Thessaloniki) ist eine griechische Sportlerin der Rhythmischen Sportgymnastik. 

## Leben
Stavroula begann im Alter von 9 Jahren mit der Sportgymnastik. 
Sie turnt für den Turnverein Diagoras Ampelokipou in Thessaloniki und ist seit 2008 im Kader der Griechischen Auswahl RG.

## Sportliche Erfolge
| Wettbewerb | Ort         | Formation | Mehrkampf | 5X      | 3X+2X   |
| ---------- | ----------- | --------- | --------- | ------- | ------- |
| WM 2011    | Montpellier | Gruppe    | Rang 11   | Rang 10 | Rang 15 |
| OS 2012    | London      | Gruppe    | Rang 09   | Rang 09 | Rang 09 |
| EM 2014    | Baku        | Gruppe    | Rang 10   | Rang 09 | Rang 11 |